# Rouillé (Frankrijk)
Rouillé is een gemeente in het Franse departement Vienne (regio Nouvelle-Aquitaine) en telt 2355 inwoners (2005). De plaats maakt deel uit van het arrondissement Poitiers.

## Geografie
De oppervlakte van Rouillé bedraagt 51,7 km², de bevolkingsdichtheid is 45,6 inwoners per km².

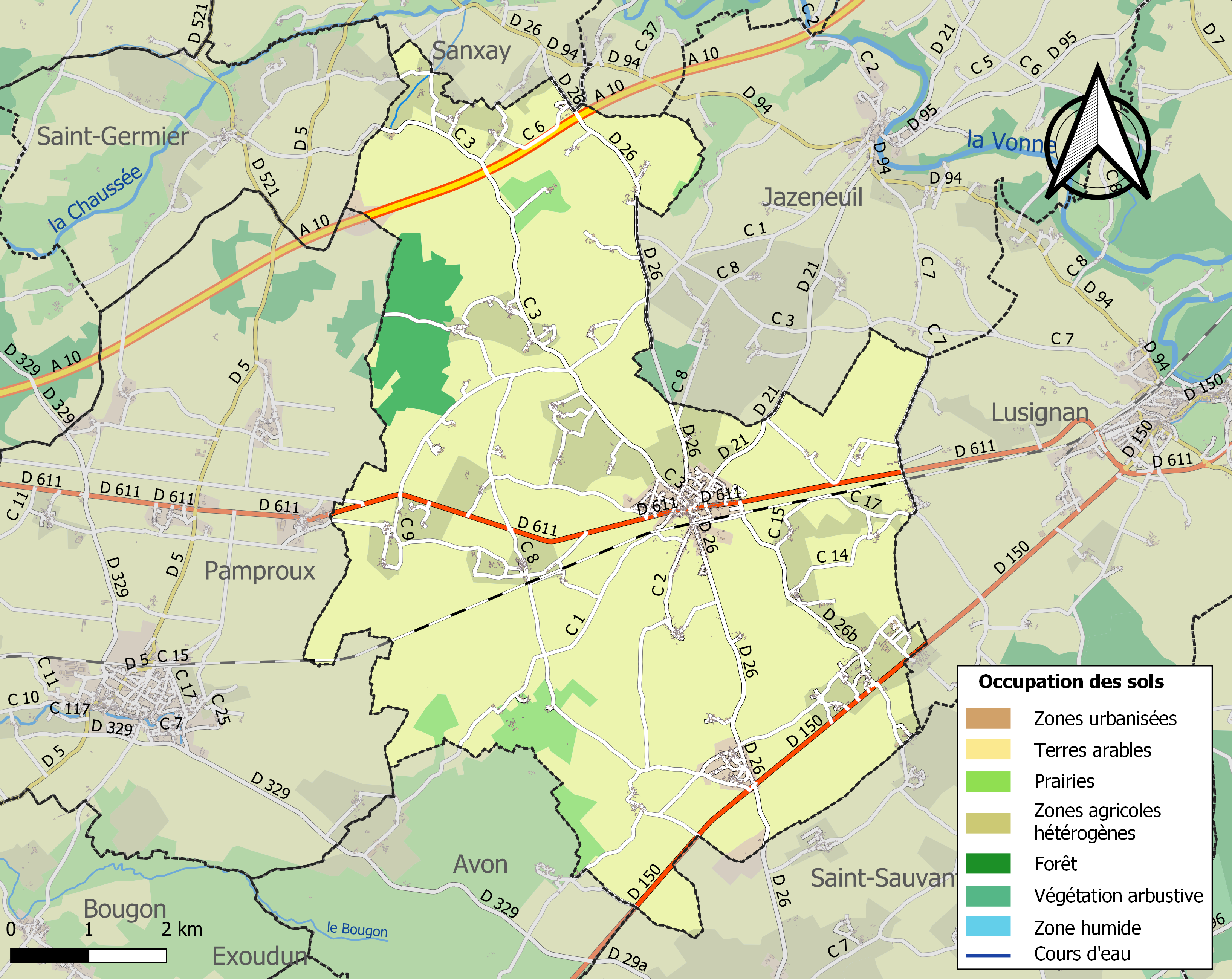
Kaart van de gemeente met de belangrijkste infrastructuur, bodemgebruik en omliggende gemeenten

## Verkeer en vervoer
In de gemeente ligt de spoorweghalte Rouillé.

## Demografie
Onderstaande figuur toont het verloop van het inwonertal (bron: INSEE-tellingen).